# Melchior van Neipe
Melchior van Neipe (Bredene, 1520 - 1570) of Neipius was een rooms-katholiek priester in het Brugse Vrije.

## Levensloop
Melchior van Neipe werd omstreeks 1560 pastoor in zijn geboortedorp. Hij bestudeerde actief de heilige schriften en was daarnaast een goede kenner van het Grieks en het Latijn. Hij was bevriend met de humanist Paulus Leopardus.

## Publicatie
- Adagia aliquot.... nunquam antehac edita, Parijs, 1571.